# Gunneraceae
Gunneraceae is de botanische naam van een familie van tweezaadlobbige planten. Een familie onder deze naam wordt algemeen erkend door systemen voor plantentaxonomie, en ook door het APG-systeem (1998) en het APG II-systeem (2003).
In APG I wordt de familie niet in een orde geplaatst. In APG II, waar de familie wel in een orde geplaatst wordt, is er de keuze tussen twee mogelijke omschrijvingen:
- in enge zin (sensu stricto), exclusief de planten die anders de familie Myrothamnaceae vormen. De familie bestaat dan uit slechts één geslacht: Gunnera.
- in brede zin (sensu lato), inclusief de planten die anders de familie Myrothamnaceae vormen. De familie bestaat dan uit twee geslachten: Gunnera en Myrothamnus.

In het Cronquist-systeem (1981) werd de familie ingedeeld in de orde Haloragales. Heel anders was de plaatsing in het Wettstein-systeem (1935), namelijk in de orde Myrtales.